# Рогозное (Белопольский район)
Рогозное (укр. Рогізне) — село,
Искрисковщинский сельский совет,
Белопольский район,
Сумская область,
Украина.
Код КОАТУУ — 5920683504. Население по переписи 2001 года составляло 27 человек .

## Географическое положение
Село Рогозное находится в балке Болотовский Яр на границе с Россией на расстоянии в 1 км от сёл Волфино и Нескучное.